# Göring-Kahn

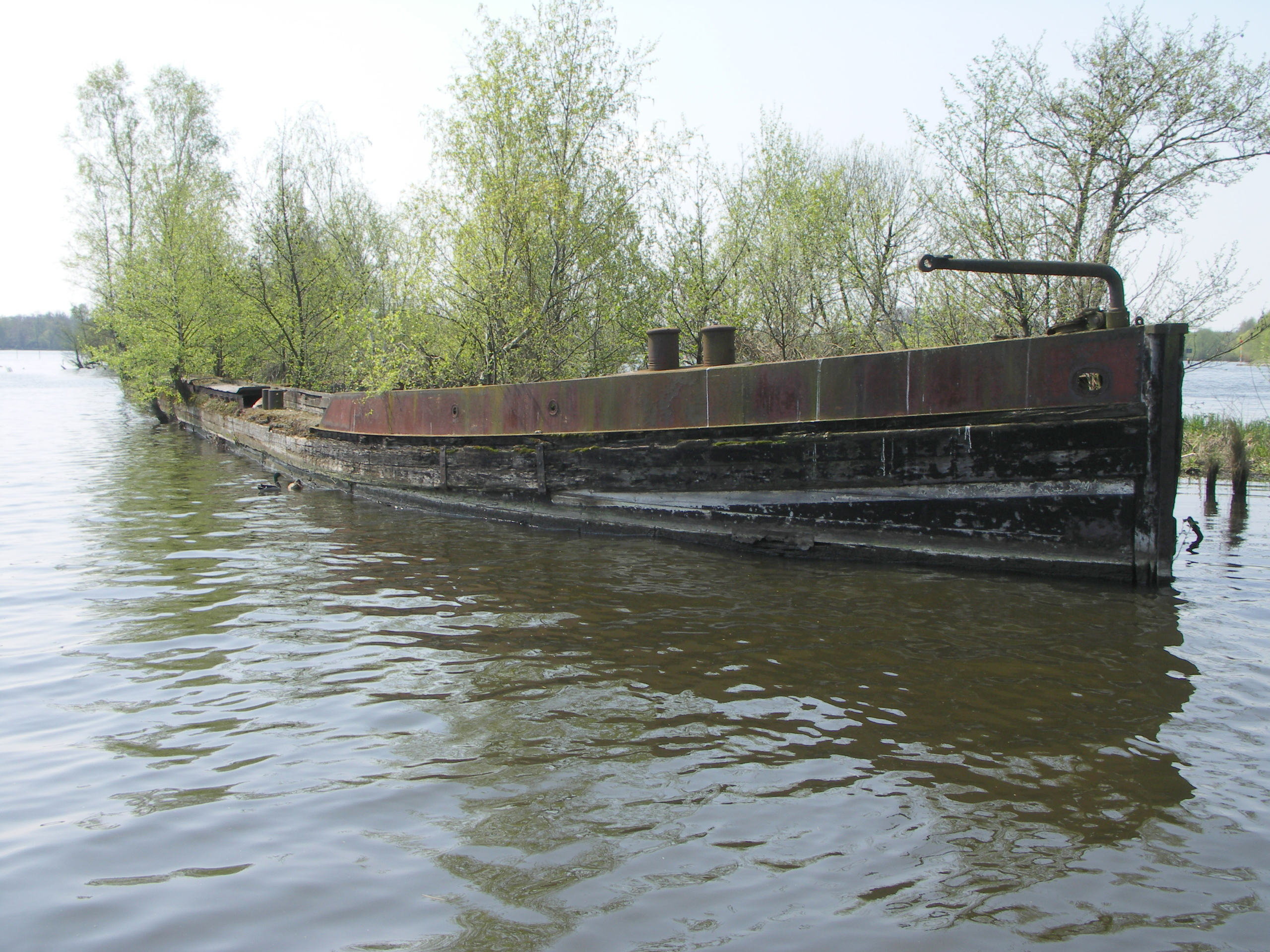
Wrack eines hölzernen Kahns mit Breslauer Maß (vermutlich Göring-Kahn) in der Havel bei Hennigsdorf. Dort 1961 von den DDR-Grenztruppen versenkt zur Befestigung der Grenzanlagen und Fluchtverhinderung.

Als Göring-Kahn oder Schwedenkahn wurde eine Serie hölzerner Frachtkähne bezeichnet, die Anfang der 1940er Jahre in Uddevalla (Schweden) auf deutsche Rechnung für die Reichswerke AG für Binnenschiffahrt „Hermann Göring“ gebaut wurden. Der Begriff tauchte unter Binnenschiffern in der Zeit während und nach dem Zweiten Weltkrieg in Deutschland auf. Zugeordnet wurden sie der am 25. April 1942 in Berlin – mit Sitz in Braunschweig und einer Niederlassung in Ruhrort – gegründeten Kanal-Verkehr AG. Unter diesem Oberbegriff wurden die im Reichseigentum befindlichen bzw. die Reichsbeteiligungen an Binnenreedereien und -werften zusammengefasst.

## Bauform und Besonderheiten
Zeichnungen oder Bauunterlagen dieser Kähne sind derzeit nicht überliefert. Aus Aussagen von Schiffern und Schiffbauern und von einem vermutlich letzten erhaltenen Wrack in der Havel bei Hennigsdorf (Land Brandenburg) ist auf eine ungewöhnlich aufwändige und robuste Holzbauweise zu schließen. Die Bordwände sind teilweise diagonal beplankt und mit besonders vielen Nägeln verbolzt worden. Der Ladeboden (Strau) war als Parkettboden verlegt. Später wurde der Bugbereich außenbords mit Eisenplatten versehen wegen eventuellen Eisgangs im Kanal. Nach dem derzeitigen Stand der Erkenntnisse wurden in Schweden zehn Holzkähne gleicher Bauart erstellt. Fünf dieser Kähne sind im Zweiten Weltkrieg verloren gegangen. Vier Schiffe hatte die Kanal-Verkehr-A.G. Duisburg-Ruhrort (K.V.A.G.), eine Gründung der Hermann-Göring-Werke AG, der späteren Salzgitter AG, bis 1950 noch in Fahrt mit den Registrierungen SK K.V.A.G. 3 / 5 / 7 und 9. Ein Kahn wurde motorisiert und lief unter dem Namen Lux mit Heimathafen Dortmund. Aus Erinnerungen von Binnenschiffern, Registerlisten und aus dem auf dem Foto abgebildeten Wrack selber lassen sich die Abmessungen mit etwa 55 Meter Länge, 8,2 Meter Breite und 550 bis 600 Tonnen Tragfähigkeit herleiten.

## Geschichte

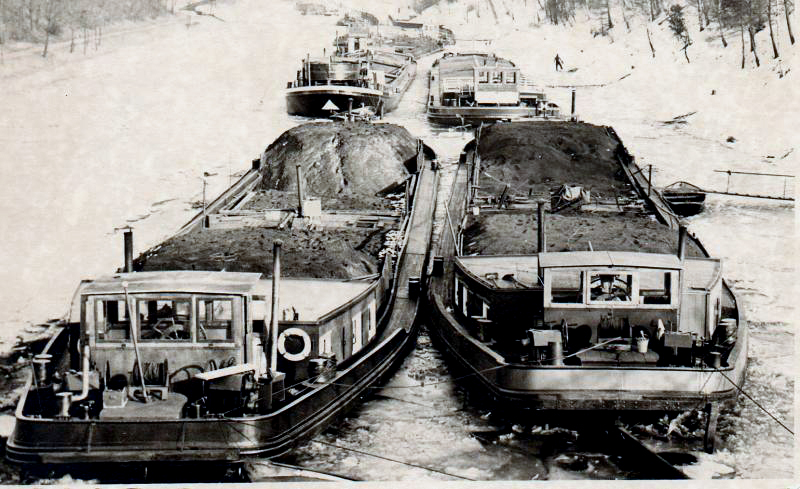
Zwei Göring-Kähne im Schleppverband um 1955

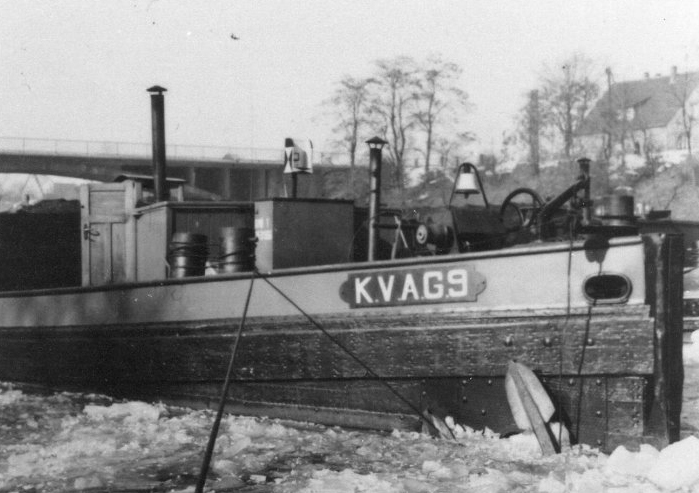
Vorschiff

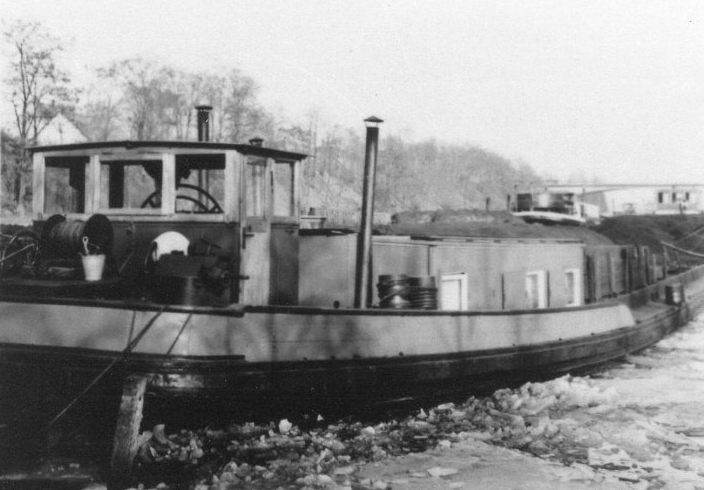
Achterschiff mit Wohnung

Bei dem Oberbegriff Göring-Kahn handelt es sich jedoch nicht nur um einen Bautyp, sondern um einen zusammenfassenden Oberbegriff für jene Schiffe, die im Dienste der Reichswasserstraßenämter im Einsatz waren und später in den Kriegsjahren dem Reichsarbeitsdienst als Arbeits-, Bau- und Versorgungsschuten zugeordnet waren. Somit kann die Bezeichnung Göring-Kähne nicht eindeutig einem Bautyp zugeordnet werden. Der Begriff Göring-Kahn verfestigte und etablierte sich besonders in der nach dem Krieg im Neuaufbau befindlichen Binnenschiffsflotte, insbesondere in der SBZ, der späteren DDR, und kennzeichnete Arbeitsschiffe, die aus den Besitzverhältnissen der Reichswerke AG stammten und nach 1945 auf dem Territorium der Sowjetischen Besatzungszone verblieben waren. Diese Schiffe wurden zwangsenteignet und beschlagnahmt. Teile dieser Schiffsflotte wurden direkt dem sowjetischen Militär unterstellt, genannt die Rote Flotte, der Rest wurde per Befehl Nr. 29 des SMAD an die Arbeitsgemeinschaft Binnenschiffahrt, dann Grüne Flotte genannt, übergeben. Die Begriffe Rote und Grüne Flotte entstanden durch die Farbe des neu ausgestellten Schiffspasses.
Der anfangs umgangssprachliche Begriff Göring-Kahn wurde erstmals offiziell bei der Neuformierung und Neuregistrierung der Binnenschiffsflotte in der damaligen sowjetischen Besatzungszone Deutschlands bei der Generaldirektion Schiffahrt (abgekürzt GDS) / Abteilung S I um den 7. Juli 1947 zur Festlegung der Schiffspassnummern für die Grüne Flotte und die Zuordnung der Arbeitsschiffe für die Technische Flotte verwendet. Die Göring-Kähne wurden hauptsächlich der Technischen Flotte zugeordnet und den Wasserstraßenämtern zugeteilt.

## Erläuterung zu den Fotos
Der hier auf den Fotos abgebildete Schleppkahn wurde nach 1945 zur Enttrümmerung Berlins eingesetzt und dann im Zuge der Neugründung der Binnenschiffsflotte als Arbeitsschiff der Technischen Flotte den Wasserstraßenämtern zugeordnet. Die dem Schiff zugeordnete Schiffspassnummer konnte bisher trotz umfangreicher Recherchen nicht ermittelt werden. Das Schiff entstammt der Flotte des Wasserstraßenhauptamtes Berlin (Ost).
Im Zuge der Absicherung der Sektorengrenzen sowie des DDR-Staatsgebietes wurde bereits vor 1961 ein Kontrollpunkt in Hennigsdorf für die sektoren- und grenzüberschreitende Binnenschifffahrt geschaffen. Diese entstand am Abzweig des Oder-Havel-Kanals zum Havelkanal in Fahrtrichtung Potsdam zum einen, und in Fahrtrichtung Berlin-West zum anderen. Um eine Zwangskanalisierung zu erreichen, wurden durch das damalige Wasserstraßenhauptamt mehrere Arbeitsschuten, die aus den Übernahmebeständen der Göring-Kähne stammten, im angrenzenden Seengebiet in Fahrtrichtung Berlin-West im Nieder Neuendorfer See versenkt und mittels Bauschutt und Erdauffüllung zu einer künstlichen Mole verbaut. Daher bezeichnet man diese dort liegenden Schiffe umgangssprachlich auch als Molenkähne.

## Koordinaten
Die Koordinaten geben die Lage des auf dem Foto abgebildeten hölzernen früheren Schleppkahnes im Bereich der ehemaligen Grenzübergangsstelle in der Havel-Oder-Wasserstraße unmittelbar am Abzweig des Havelkanals zwischen der DDR und Westberlin wieder.